# Samurai Shodown Anthology
Samurai Shodown Anthology – kompilacja pięciu części serii gier Samurai Shodown wydawanej na konsolę Nintendo Entertainment System i jednej nowej szóstej części. Gry zostały wydane na PlayStation 2, PlayStation Portable i Nintendo Wii.

## Gry na płycie
- Samurai Shodown I (1993)
- Samurai Shodown II (1994)
- Samurai Shodown III:Blades of Blood (1995)
- Samurai Shodown IV:Amakusa's Revenge (1996)
- Samurai Shodown V (2003)
- Samurai Shodown VI (2005)

## Odbiór w mediach
Gra została dobrze przyjęta przez serwisy internetowe. Według serwisu GameRankings gra otrzymała 76 na 100, a polski miesięcznik PSX Extreme ocenił gra na 6+ w dziesięciostopniowej skali.
| Gazeta/serwis                 | Ocena     | Platforma     |
| ----------------------------- | --------- | ------------- |
| IGN                           | 7.1 na 10 | PS2, PSP, Wii |
| Nintendo Life                 | 9 na 10   | Wii           |
| Cheat Code Central            | 3.5 na 5  | PS2, Wii      |
| GameRankings                  | 76 na 100 | PS2, PSP, Wii |
| PSX Extreme                   | 6+ na 10  | PS2, Wii      |
| Gamecell UK                   | 7 na 10   | PS2           |
| HonestGamers                  | 8 na 10   | PSP           |
| Modojo                        | 3 na 5    | PSP, Wii      |
| Wonderwall Web                | 7 na 10   | PSP           |
| GameSpot                      | 7.6 na 10 | PS2, PSP, Wii |
| Ngamer UK                     | 74 na 100 | Wii           |
| Official Nintendo Magazine UK | 75 na 100 | Wii           |